# Dauriai vörösfenyő

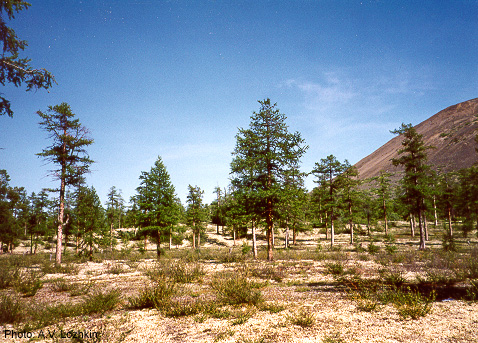
Dauriai vörösfenyők a Kolima vidékén, Északkelet-Szibériában

A dauriai vörösfenyő, más néven mandzsu vörösfenyő (Larix gmelinii, Larix gmelini, Larix dahurica) a fenyőalakúak (Pinales) vörösfenyő (Larix) nemzetségének egyik, Szibéria nagy részén elterjedt faja.

## Elterjedése, élőhelye
Az eurázsiai–boreális flóraterület egyik meghatározó Közép- és Kelet-Szibériában, valamint a Távol-Keleten elterjedt fafaja. A kelet-szibériai tajga északi részén egyedüli fafajként él meg, és óriási, elegyetlen erdőkben nő. Nyugat-Szibériában a hozzá meglehetősen hasonló szibériai vörösfenyő váltja föl. Északon Magadanig, Jakutföldig, illetve Kamcsatka közepéig, délen Mongólián át Mandzsúriáig, illetve Koreáig jutott el. Kína:
- Hebei,
- Heilongjiang,
- Jilin,
- Liaoning,
- Shanxi tartományaiban és
- Belső-Mongóliában él.

## Megjelenése, felépítése
Termőterületének déli részén magassága megközelítheti az 50 m-t; északon, illetve a hegyekben alacsony, kúpos fává vagy akár bokorfává is törpülhet. Törzse egyenes; sárga-szürke foltos kérge durván pikkelyes, illetve sokszögletű táblákra repedezik, időnként bordás. Hajtásai sárgára érnek, éves vesszői sárgásbarnák.
1,5–3 cm hosszú tűlevelei a hosszúhajtásokon szórtan nőnek, a törpehajtásokon csomókban tömörülnek. Alsó oldaluk élelt, keresztmetszetük széles háromszögletű. Hamvasak; mindkét oldalukon egy-egy sor légzőnyílás húzódik.
1,5–3 cm-es tobozai oválisak, 14–30 pikkelyűek. A toboz középső (1–1,5 cm × 0,8–1,3 cm-es) pikkelyei szögletes tojásdadok, egyenesek. A csúcsuk kissé kicsípett, 5 mm-es felleveleik rejtettek.

## Életmódja
A lombhullató életmód eredményeként a konkurens fenyőfajoknál jobban viseli el a szárazságot, ezért a tajga övben részaránya a csapadék mennyiségének csökkenésével nő. Az úgynevezett világos tajga erdőalkotó fája. 500–600 éves koráig is elélhet.
Hidegkedvelő, a savanyú vagy semleges talajokon nő. Magyarországon célszerű párás, nedves helyre ültetni, mert a száraz, meleg nyarakon károsodhat.

## Felhasználása
Mint a többi vörösfenyőé.

## Alfajai
- Larix gmelinii var. gmelinii,
- Larix gmelinii var. japonica,
- Larix gmelinii var. olgensis,
- Larix gmelinii var. principis-rupprechtii,
- Larix gmelinii var. prostrata.